# Högenäs orde
Högenäs orde (udde) är ett naturreservat i Borgholms kommun som förvaltas av Länsstyrelsen i Kalmar län. Det ligger i Källa drygt 3 mil norr om Borgholm  och cirka 3 kilometer sydost om vägkorsningen vid ortsskylten Källa på väg 136.  Från vägen finns skyltad bilväg till Högenäs orde.
Reservatet tillskapades 1972 i syfte att bevara en för Ölands ostkust karakteristisk naturtyp med strandvallar som skjuter ut i havet omgivna av öppna betesmarker.  Det omfattar 122 hektar och består av torra gräsmarker, enbuskmarker, strandängar och fuktiga gräsmarker. Drygt 15 000 meter stenmurar bildar ett nätverk av fållor inne i reservatet.

## Höjdryggen
Själva orden utgörs av en ca 700 meter lång höjdrygg vars högsta punkt ligger 9,3 meter över havet. Från höjden har man en storslagen utsikt över Östersjön och kustlandet. Uddens sydvästliga sluttningar stupar brantare än dess nordostliga som övergår i ett mer jämnt plan. Man tror att Högenäs orde liksom andra höjdryggar på norra Öland har en kärna av en högt liggande moränsträng.
Längst ner på orden finns ett fiskeläge som är gemensamt för de som bor i byn Högenäs. Här ligger röda sjöbodar omgivna av stenmurar.

## Fyrbåken

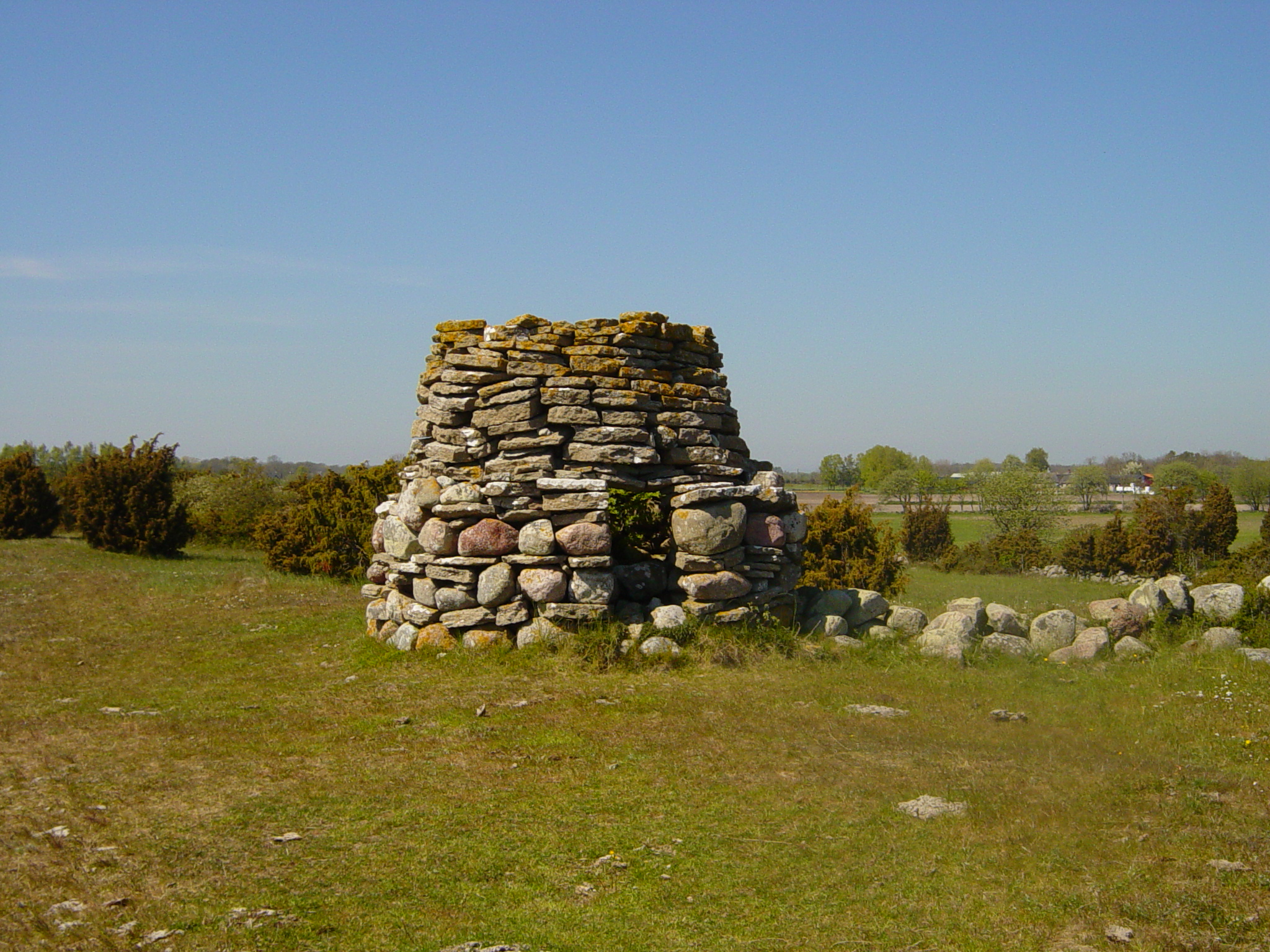
Fyrbåken på ordens högsta punkt.

Längst upp på höjden 9 meter över havet står en av Ölands få bevarade fyrbåkar. Fyrbåkar eller vårdkasar ingick i ett larmsystem längs stora delar av svenska kusten. Med rök- och eldsignaler varnades för fara. Metoden sägs ha rötter i förhistorisk tid (500–600-talet e. Kr.).
Fyrbåken på Högenäs orde är rund och uppförd i kalksten. Den är 4 meter i diameter och 2,5 meter hög. I dess östra sida finns en öppning där den laddas med bränsle. När Källa hembygdsförening bildades 1950 restaurerades fyrbåken.

## Växtlighet

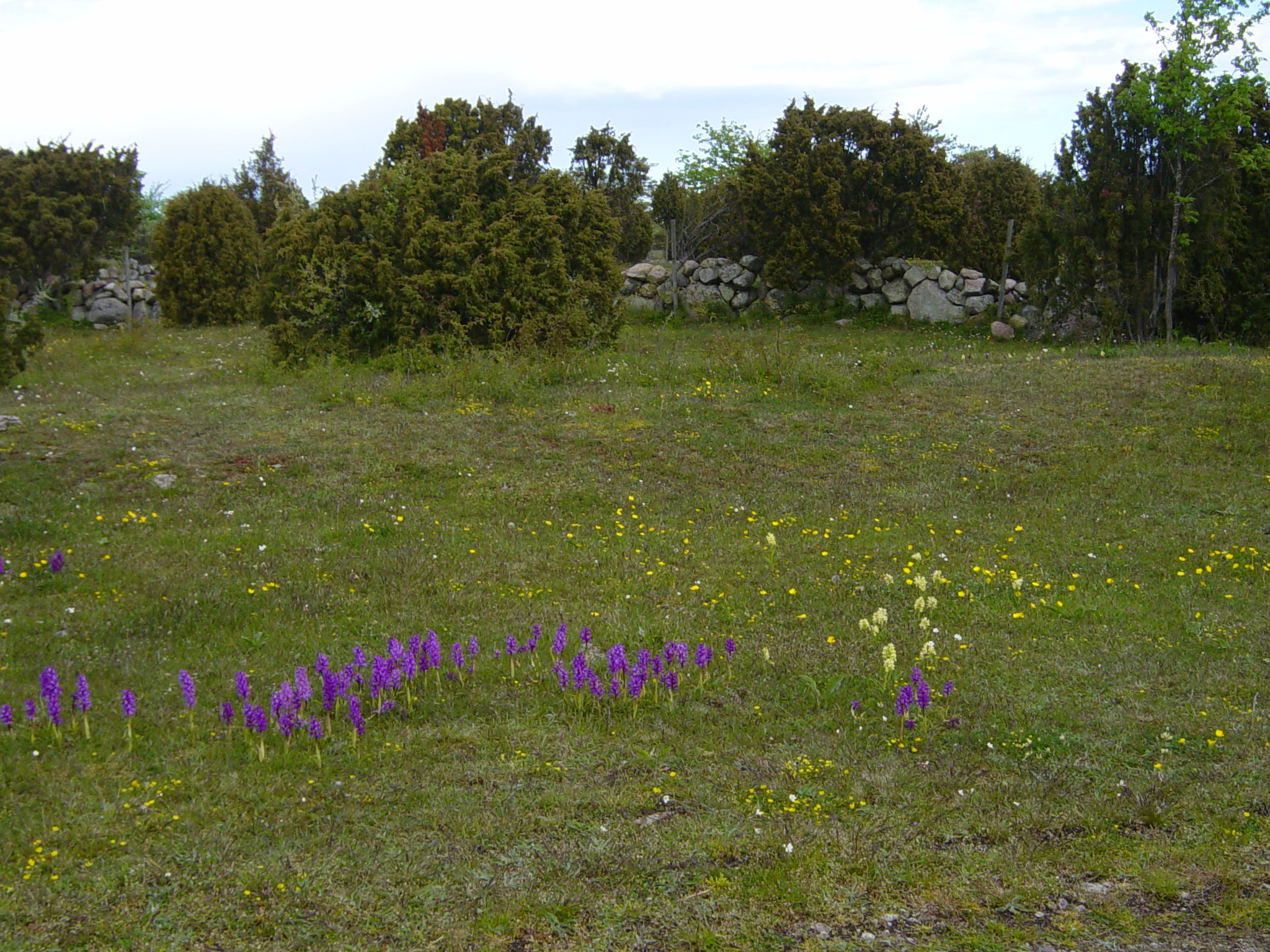
Orkidéerna Adam och Eva.

Djur har under flera århundraden betat vid Högenäs orde. Markerna varierar från torra eller fuktiga gräsmarker till strandängar. Längs själva ordens höjdrygg är gräsmarken torr med lågvuxen flora som gul fetknopp, axveronika och bergsyra. Här växer också enbuskar.
På våren möts besökaren av stor färgprakt då orkidéerna Sankt Pers nycklar och Adam och Eva blommar. På fuktängarna som ligger längre ner växer fler orkidéer som johannesnycklar, brudsporre och ängsnycklar. Här finns också majvivan med sina rödlila blommor. Även träd, inte minst oxel, och nypon- och slånsnår kan ses på orden.

## Fågelliv
På sjömarkerna förekommer ett rikt fågelliv. Vadare, änder och måsfåglar trivs där. Tofsvipa, rödbena och strandskata är några av de årligen häckande vadarna.
Högenäs orde är också en viktig rastlokal för rastande arter. Vid en vadarinventering i juli 2002 mellan Toksnäs, strax söder om orden, och Källa hamn, strax norr om orden, observerades 1 061 vadare. Till de vanligaste arterna hörde kärrsnäppa, tofsvipa, större strandpipare och brushane.

## Galleri

Strandäng vid Högenäsviken i sydväst.
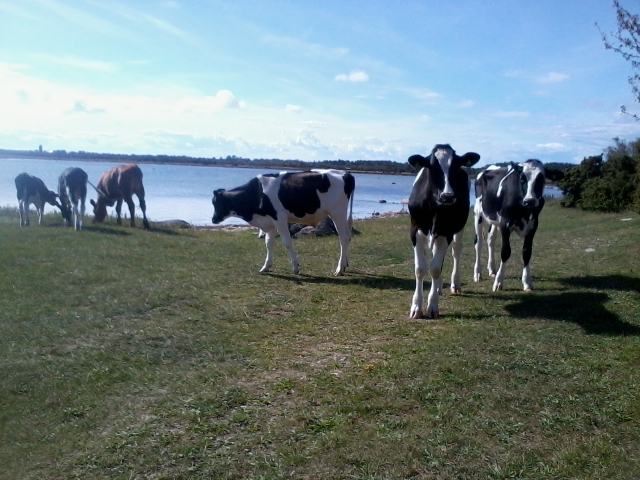
Kvigor med magert bete längst ut på orden.
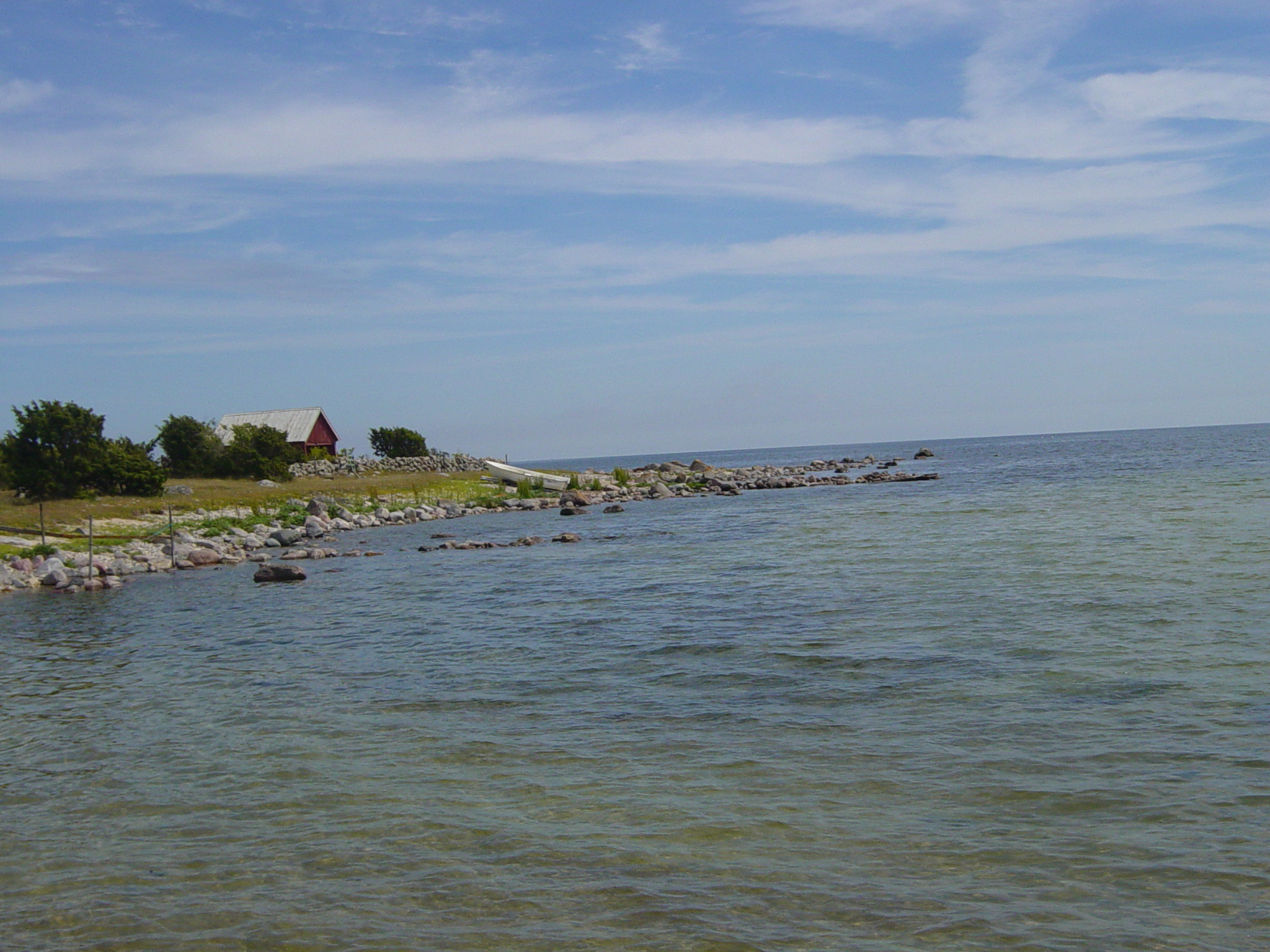
Sjöbod i nordost ut mot Östersjön.